# Reenvío
El reenvío, en derecho internacional privado, es un mecanismo de solución a los conflictos de la ley aplicable, esto es, aquellos que acaecen cuando, con ocasión de una relación de derecho privado con elementos extranjeros relevantes, surgen dos o más legislaciones de distintos ordenamientos jurídicos nacionales y ninguna de ellas se atribuye competencia a sí misma para resolver el asunto, sino que cada una de ellas (las legislaciones) da competencia a una legislación extranjera.

## Circunstancia en que se produce
El reenvío se produce cuando la norma de conflicto del foro (país en el que se juzga el asunto) se remite a un derecho extranjero (de otro país), y la norma de conflicto de ese país, a su vez, se remite a otro ('reenvía').
Según el profesor chileno Mario Ramírez Necochea, el número de legislaciones que entren en juego, el reenvío puede ser:
1. De primer grado o de retorno: Cuando la norma de conflicto del foro se remite al derecho extranjero y la norma de conflicto de ese derecho extranjero se vuelve a remitir al derecho del foro (es decir, ida-vuelta)
2. De segundo grado: Cuando la norma de conflicto del foro se remite al derecho extranjero y la norma de conflicto de ese derecho extranjero se remite a otra de otro derecho extranjero diferente de los dos anteriores.

Existe también un tercer tipo de retorno inmediato por respuesta de correspondencia, el cual es poco aplicado en el derecho internacional y que establece directrices para los tribunales internacionales.

## Supuestos para que se produzca el reenvío
Para tener un concepto de reenvío, podríamos afirmar que este se produce cuando se dan los siguientes supuestos.
1.- La norma jurídica de un estado considera competente a la norma jurídica de otro estado. 
2.- En lugar de aplicar la norma jurídica material de este segundo estado, se invoca la norma jurídica formal o conflictual.
3.- La norma de derecho internacional privado de este segundo estado remite a la norma jurídica de otro estado.
4.- La norma jurídica que se aplica de un tercer estado ya es la norma jurídica material.
La remisión es un medio para evadir la aplicación de la norma jurídica extranjera material que el propio derecho internacional privado del juzgador ha considerado competente.

## Ejemplo
Un caso de reenvío sería el siguiente: 
Se plantea la sucesión de un ciudadano estadounidense que reside en España. El juez español se remite a las normas de sucesión estadounidenses y estas, a su vez, se remiten, para el caso de los bienes inmuebles, a las normas del lugar en el que se encuentran.
Al aplicarse una ley extranjera, se debe preguntar si esa aplicación se referiría a las disposiciones de derecho interno que regulan en aquel país una determinada relación jurídica, o al sistema de derecho internacional privado que en el mismo rige la aplicación extraterritorial de las leyes. 
El principio de que el juez, solo tiene que aplicar el derecho internacional privado, vigente en su territorio, se quebranta en aquellos casos en que entra en juego el principio de la observancia del reenvío. Si este principio es cierto, el juez cuyo derecho internacional privado le ordena aplicar en ciertos casos un derecho extranjero, debe tener en cuenta el derecho internacional privado vigente en este territorio jurídico extranjero y aplicar el derecho material que este derecho internacional privado extranjero indica.
Caso Forgo. Un caso netamente de reenvío
Forgo era una persona que había nacido en Bavaria (Alemania) desde muy pequeño se fue a vivir a Francia sin cambiar su domicilio. Allí desarrolló toda su vida, hasta su muerte, sin dejar descendiente, pero sí dejando una importante cantidad de objetos muebles. Se inicia la sucesión en Francia, en la cual se presentan unos parientes colaterales de Forgo y el Fisco Francés reclamando los bienes hereditarios. Los parientes colaterales de Forgo expresaban que la sucesión debía regirse por el último domicilio del causante que era el de Bavaria y favorecía a ellos. El Fisco francés, si bien no se opuso a que fuese regido por el derecho bávaro la sucesión, expresó que debía consultarse todo en su totalidad (teoría de la referencia máxima) y así consultado todo en su totalidad, este reenviaba al derecho Francés expresando que las cosas muebles se rigen por la ley del lugar de su situación combinado con la residencia habitual de Forgo.
- Datos: Q1516201